# NGC 1282
NGC 1282 é uma galáxia elíptica (E) localizada na direcção da constelação de Perseus. Possui uma declinação de +41° 22' 01" e uma ascensão recta de 3 horas, 20 minutos e 12,0 segundos.
A galáxia NGC 1282 foi descoberta em 23 de Outubro de 1884 por Guillaume Bigourdan.